# Божиковский сельский совет
Божиковский сельский совет (укр. Божиківська сільська рада) — входит в состав
Бережанского района
Тернопольской области
Украины.
Административный центр сельского совета находится в 
с. Божиков.

## Населённые пункты совета
- с. Божиков
- с. Квитковое
- с. Волощина